# Nordhausen
Nordhausen – miasto powiatowe w środkowej części Niemiec, w kraju związkowym Turyngia, siedziba powiatu Nordhausen. Leży na przedgórzu Harzu, liczy 41,8 tys. mieszkańców, powierzchnia miasta wynosi 108,24 km².
W mieście znajduje się uczelnia techniczna – Hochschule Nordhausen.
6 lipca 2018 do miasta przyłączono gminę Buchholz, która stała się jego dzielnicą.

## Demografia
| 1802 – 1946 - 1802 – 8355 - 1821 – 9900 - 1840 – 12 000 - 1880 – 26 198 - 1890 – 26 847 - 1933 – 37 635 - 1939 – 42 316 - 1946 – 32 848 | 1950 – 1996 - 1950 – 39 452 - 1960 – 39 768 - 1981 – 47 121 - 1984 – 47 176 - 1986 – 47 681 - 1994 – 48 028 - 1995 – 47 324 - 1996 – 46 750 | 1997 – 2005 - 1997 – 46 650 - 1998 – 46 192 - 1999 – 46 057 - 2000 – 45 633 - 2001 – 45 196 - 2002 – 44 701 - 2003 – 44 311 - 2004 – 43 894 - 2005 – 42 765 |

## Historia
W 1943 roku w okolicach Nordhausen wybudowano Mittelwerk – podziemną fabrykę rakiet V2. W pobliżu zakładów powstał natomiast niemiecki obóz koncentracyjny Mittelbau-Dora, który dostarczał Niemcom niewolniczej siły roboczej dla zakładów Mittelwerk. Tuż po wojnie, z aresztowanych przez wojska radzieckie 5000 niemieckich naukowców i inżynierów wraz z rodzinami, Związek Radziecki utworzył w tym mieście Instytut Rabe, zbierający w Niemczech dokumentacje niemieckich projektów lotniczych, podwodnych i rakietowych, po czym wywieziono ich do podmoskiewskich Podliszek, gdzie pod nadzorem NKWD mieli kontynuowac swoje prace, kierowani przez Siergeja Korolowa.

## Gospodarka
W mieście rozwinął się przemysł maszynowy, elektrotechniczny, metalowy, spożywczy oraz materiałów budowlanych.

## Kultura
Z Nordhausen pochodzi niemiecki zespół muzyczny Maroon.

## Współpraca
Miejscowości partnerskie:
- Bet Szemesz
- Bochum
- Charleville-Mézières
- Ostrów Wielkopolski